# Albizia perrieri
Albizia perrieri är en ärtväxtart som först beskrevs av Emmanuel Drake del Castillo, och fick sitt nu gällande namn av René Viguier. Albizia perrieri ingår i släktet Albizia och familjen ärtväxter. Inga underarter finns listade i Catalogue of Life.